# Juan Carlos Moreno
Juan Carlos Moreno (Barcellona, 19 aprile 1975) è un ex calciatore spagnolo, centrocampista.